# Martin Kersten
Martin Kersten (Zittau, 28 de abril de 1906 — 24 de agosto de 1999) foi um físico alemão.

## Obras
- Grundlagen einer Theorie der ferromagnetischen Hysterese und der Koerzitivkraft. Hirzel, Leipzig 1943
- Neuere Versuche zur physikalischen Deutung technischer Magnetisierungsvorgänge. Westdeutscher Verlag, Köln / Opladen 1958
- Reformen an höheren Schulen und Hochschulen. Gemeinnützige Verwaltungsgesellschaft für Wissenschaftspflege, Essen-Bredeney [1964]